# 毛里裘斯外交
毛里求斯外交（英语：Foreign relations of Mauritius）即毛里求斯共和国政府实行的外交政策。毛里求斯奉行不结盟、中立和全方位外交政策，认为外交应该为经济建设服务，主张与所有国家发展友好关系。毛里求斯与西方交好，同时与印度和西部及南部非洲的国家保持良好的外交关系。毛里求斯是世界贸易组织、印度洋委員會、南部非洲發展共同體、东部和南部非洲共同市场、英聯邦及法语圈国际组织成員國，并且是环印度洋区域合作联盟的发起国。2006年，毛里裘斯成為葡萄牙語國家共同體的觀察員國，以期與其他成員國發展更緊密合作關係。
贸易、承诺实行民主制度以及很小的国家规模是影响毛里求斯外交政策的重要因素。历史因素和对西方市场的依赖把毛里求斯和欧盟及其成员国紧密联系在一起，尤其是英国和法国，后者至今还对与毛里求斯隔海相望的留尼汪岛有宗主权。
基于地缘政治的考虑，毛里求斯与非洲国家保持良好关系，特别是南非，是毛里求斯最大的贸易伙伴。毛里求斯的生产的商品正在进入非洲市场，尤其是马达加斯加和莫桑比克。毛里求斯对其与南部非洲發展共同體和东部和南部非洲共同市场这两个国际组织的关系尤为重视。
历史和商业的原因极大地影响了毛里求斯与法国和印度关系。

## 领土争端
毛里求斯宣称對被英国实际统治的查戈斯群岛及法国管辖的特罗姆兰岛拥有主权。

## 双边关系
| 国家           | 建交日期      | 注释 |
| -------------- | ------------- | --- |
|                | 1970年        | - 澳洲在路易港设有高级专员公署，并兼辖马达加斯加、塞舌尔及科摩罗。 - 毛里求斯在堪培拉设有高级专员公署，并兼驻新西兰、斐济、萬那杜及日本。 两国均为英联邦成员国。 - 2016年，澳洲有毛里求斯裔公民30,000人，是拥有最多毛里求斯裔的国家。 - 2019年，澳洲是毛里求斯第25大出口伙伴，第19大进口伙伴。 |
|                | 1972年        | 参见：孟加拉国—毛里求斯关系 两国均为环印度洋区域合作联盟及英联邦成员国。 - 孟加拉国在路易港设有高级专员公署。 - 毛里求斯驻印度高级专员公署兼辖孟加拉国。 |
| 巴西           | 1974年        | - 巴西驻南非大使馆兼辖毛里求斯。 - 毛里求斯驻美大使馆兼辖巴西。 |
| 加拿大         | 1967年        | 两国均为英联邦、法语圈国际组织成员国。毛里求斯驻美大使馆兼辖加拿大，加拿大驻南非高级专员公署兼辖毛里求斯。 |
| 中华人民共和国 | 1972年4月15日 | 参见：中國—毛里求斯關係 - 中国在路易港设有大使馆。 - 毛里求斯在北京设有大使馆。 - 华裔占毛里求斯总人口的2.3%，主要为客家人后裔，毛里求斯亦是第一个将中国的春节定为法定假日的非洲国家。2003年，中华人民共和国政府宣布毛里求斯为中国公民自费出境旅游目的地国。2011年7月，两国开通上海到毛里求斯的直航航线。2013年8月29日两国签署互免签证协议，毛里求斯护照持有人可以免签证入境中国内地30天，而中华人民共和国护照持有人亦可以免签入境毛里求斯30天。                                                                      |
| 法國           |               | 参见：法国—毛里求斯关系 1715年至1814年，毛里求斯为法国殖民地，法语为毛里求斯官方语言之一，与英语均为学校教学语言，法国文化对于毛里求斯文化影响深远。 法国也是毛里求斯主要的贸易伙伴之一。 - 法国在路易港设有大使馆。 - 毛里求斯在巴黎设有大使馆。 - 毛里求斯南距法国海外省留尼汪160公里，两国有一条海上国界。两国在特罗姆兰岛主权问题上存在争议，2010年6月10日，毛里求斯外交部长与法国合作部长在路易港签订了在特罗姆兰岛周边海域合作开发框架协议。                                                                    |
| 德国           |               | - 德国驻马达加斯加大使馆兼辖毛里求斯。 - 毛里求斯在柏林设有大使馆。 |
| 印度           | 1968年        | 参见：毛里求斯—印度关系 - 两国均为英联邦成员国，印度为毛里求斯最大援助来源国之一，印度裔占毛里求斯总人口的67%，印度教亦为毛里求斯最主要的宗教。 - 毛里求斯在新德里设有高级专员公署，兼辖尼泊尔、不丹、孟加拉国 ，并在印度第一大城市孟买设有总领事馆。印度亦在路易港设有高级专员公署 。 |
| 日本           | 1968年3月12日 | 参见：毛里求斯—日本关系 - 日本在路易港设有大使馆。 - 毛里求斯驻澳大利亚高级专员公署兼辖日本。 |
| 马达加斯加     | 1968年8月27日 | - 马达加斯加在路易港设有大使馆。 - 毛里求斯在塔那那利佛设有大使馆。 |
| 马来西亚       | 1987年        | 参见：马来西亚—毛里求斯关系 - 两国均为英联邦成员国，且拥有相似的文化背景，大量的华裔、印度裔人口，基督教、印度教及伊斯兰教均为两国主要宗教。 - 毛里求斯在吉隆坡设有高级专员公署，并兼辖文莱，柬埔寨，菲律宾，越南，老挝，泰国。 - 马来西亚没有在毛里求斯设有外交机构，其驻津巴布韦大使馆兼辖毛里求斯。 毛、马两国已签署了所得避免双重征税协定。两国公民亦可以免签入境对方国家。 |
| 墨西哥         | 1976年7月30日 | - 毛里求斯驻美大使馆兼辖墨西哥。 - 墨西哥驻南非大使馆兼辖毛里求斯，另在路易港设有名誉领事馆。 |
| 巴基斯坦       | 1969年        | 参见：毛里求斯—巴基斯坦关系 2007年11月30日，毛里求斯与巴基斯坦签署了双边特惠贸易协定. - 毛里求斯在伊斯兰堡设有高级专员公署。 - 巴基斯坦在毛里求斯设有高级专员公署。 |
| 俄羅斯         | 1968年3月17日 | 参见：毛里求斯—俄罗斯关系 - 2003年7月毛里求斯在莫斯科设置大使馆。 - 俄罗斯在毛里求斯设有大使馆。 |
| 塞舌尔         | 1988年6月17日 | - 1814年毛里求斯成为英国殖民地后，塞舌尔一度归英国驻毛里求斯总督府管辖，直到1903年塞舌尔成为英直辖殖民地为止。 - 两国均为英联邦、法语国家组织成员国，并在对方首都设置名誉领事馆。过去两国曾对沙亚马拉沙洲海域归属问题有争议，后经协商，同意共同开发该海域。 |
|                | 1971年7月3日  | - 毛里求斯驻华大使馆兼辖韩国。 - 韓國駐馬達加斯加大使館兼轄毛里求斯。 |
| 瑞士           | 1968年        | - 两国均为法语国家组织成员国，毛里求斯在日内瓦设有大使馆，瑞士驻南非大使馆兼辖毛里求斯。 |
| 土耳其         | 1968年        | 参见： 毛里求斯—土耳其关系 - 毛里求斯驻德国大使馆兼辖土耳其。 - 土耳其大使馆兼辖毛里求斯。 - 2015年12月，两国开通伊斯坦布尔直航路易港的航班。2019年，双边贸易额达到7650万美元 |
| 英国           | 1968年        | - 毛里求斯在伦敦设有高级专员公署。 - 英国在路易港设有高级专员公署。 |
| 美国           | 1968年3月12日 | 参见：毛里求斯—美国关系 - 在毛里求斯为法国、英国殖民地时期，美国即在路易港设有领事馆，直到1911年闭馆，1967年美国重设驻路易港领事馆并在毛里求斯与1968年独立后将其升格为大使馆。 - 2003年，毛里求斯成功举办第二届美非经贸合作论坛，贾格纳特总理访问美国。2004年，美国同意给予毛里求斯输入美国纺织品“第三原料国”待遇，美国亦是毛里求斯主要贸易伙伴之一。美国在毛里求斯与英国存在主权争议的查戈斯群岛主岛迪戈加西亚岛上驻军是两国关系中的敏感问题。 - 毛里求斯在华盛顿哥伦比亚特区设有大使馆。 - 美国在路易港设有大使馆。 |